# James Patrick Kelly
James Patrick Kelly (ur. 11 kwietnia 1951 w Mineola, Nowy Jork) – amerykański pisarz science fiction i fantasy, laureat nagród Nebula i Hugo.
Ukończył literaturę angielską na University of Notre Dame w 1972 r. Do 1977 pracował pisząc podania. Dwukrotnie uczestniczył w warsztatach dla pisarzy Clarion Workshop, w 1974 i 1976 r. Pierwszy utwór, opowiadanie Dea Ex Machina, opublikował w 1975 r. w piśmie „Galaxy Science Fiction”.
Dwukrotnie zdobył nagrodę Hugo za nowele Myśleć jak dinozaury (1995) oraz 10^16 to 1 (1999). Jego powieść Burn (2005), zdobyła zaś nagrodę Nebula w 2006 r.
Kelly bierze udział w nauczaniu przyszłych pisarzy, wykładając na warsztatach Clarion oraz Sycamore Hill Writer’s Workshop. Od 1998 r. udziela się w Rady ds. Sztuki Stanu New Hampshire, a od 2004 r. jej przewodniczy.

## Publikacje
- Planet of Whispers (1984)
- Freedom Beach (współautor John Kessel, 1985)
- Look Into the Sun (1989)
- Heroines (zbiór) (1990)
- Wildlife (1994)
- Think Like a Dinosaur and Other Stories (zbiór) (1997)
- Strange But Not a Stranger (zbiór) (2002)
- Burn (2005 Nebula)
- The Wreck of the Godspeed and Other Stories (zbiór) (2008)